# Hacka
För andra betydelser, se Hacka (olika betydelser).
Hacka är ett redskap som främst används inom jordbruk och trädgårdskötsel för att luckra upp jorden och ta bort ogräs eller gallra ur bestånd av plantor.

## Korp
En korp, korphacka eller pikhacka används ofta i arbetet när man ska hacka i hård jord, morän och liknande. Man hugger i marken med korpen för att göra marken mjukare och på detta sätt blir det sedan lättare att gräva i marken. Korpen var tidigare ett mycket väl använt redskap och innan moderna maskiner kom, såsom grävmaskiner, var korpen tillsammans med spett, grävspade och skottkärra välbekanta när man grävde diken och byggde vägar, i gruvor och vid järnvägar med mera.
En dubbel korp har två pikar.

## Flåhacka
Flåhacka är ett verktyg som vanligen används vid dikningsarbete, i Sverige tidigare ofta vid moss- eller myrodling. Den finns i flera storlekar och utföranden. Flåhackans blad är brett, ibland rakt men oftast spetsigt. De spetsiga är användbara för att arbeten där man vill ha efterlämna en jämn och slät yta. Flåhackan är än i dag ett viktigt redskap i utvecklingsländer i brist på motoriserade redskap.
Flåhackan var mycket vanlig under 1800-talet, särskilt i samband med brännodlingsmetoden. Den kom till Sverige från England och Skottland och innebar att odlingsomårdets växtskikt skalades av med flåhackan, torkades och brändes varpå askan utspriddes i fältet och marken uppodlades. Metoden blev känd i Sverige i början av 1700-talet och fick lokalt fäste i Västergötland. Härifrån spreds den under 1810-talet närmast explosionsartat över Sverige med arbetsvandringar från Västergötland. Vid mitten av 1800-talet minskade bruket och den användes främst vid mossodling, där den nästan helt försvann framåt sekelskiftet 1900.

## Andra hackor
Fyllhacka (också känd som fyllhammare) är ett mellanting mellan flåhacka och korp och är lämplig för att gräva i grövre grus eller stenig mark.
- Gotlandshackan har ett smalt rakt blad, fäst i vardera ända av bladet vid skaftet. Vanlig vid ogräsrensning.
- Norgehacka. En hacka med tudelat blad
- Klohacka. En hacka med ett flertal klor för luckring av jorden
- Potatishacka. Snarlik flåhackan men med ett bredare, kortare blad.

## Kultivator
En handkultivator kan syfta dels på ett hacka med kortare skaft, dels på ett längre skaftat redskap, ibland ett mellanting mellan klohacka och gotlandshacka – ett flertal blandvarianter finns.

## Bildgalleri

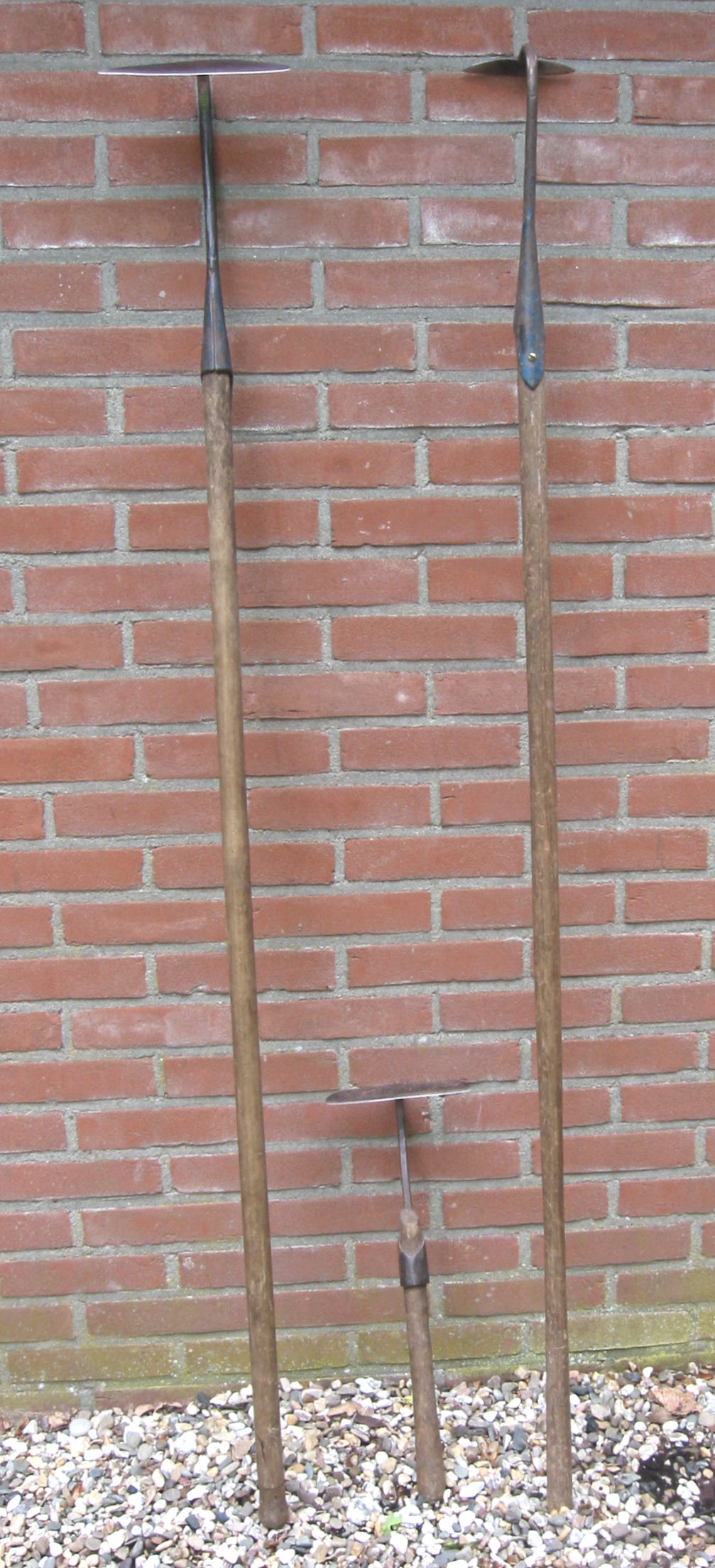
Hackor för växtskötsel
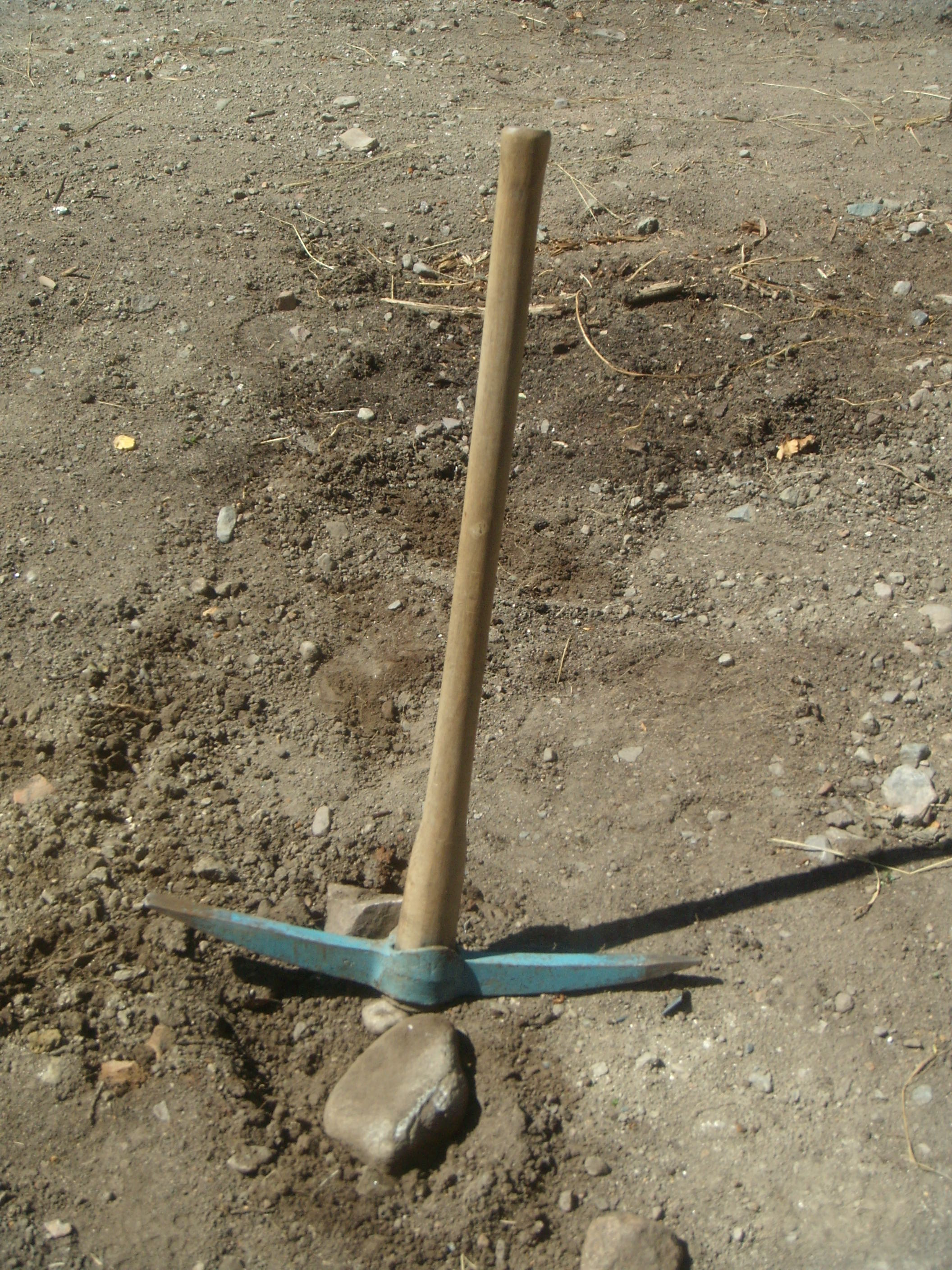
Korp för tyngre arbeten
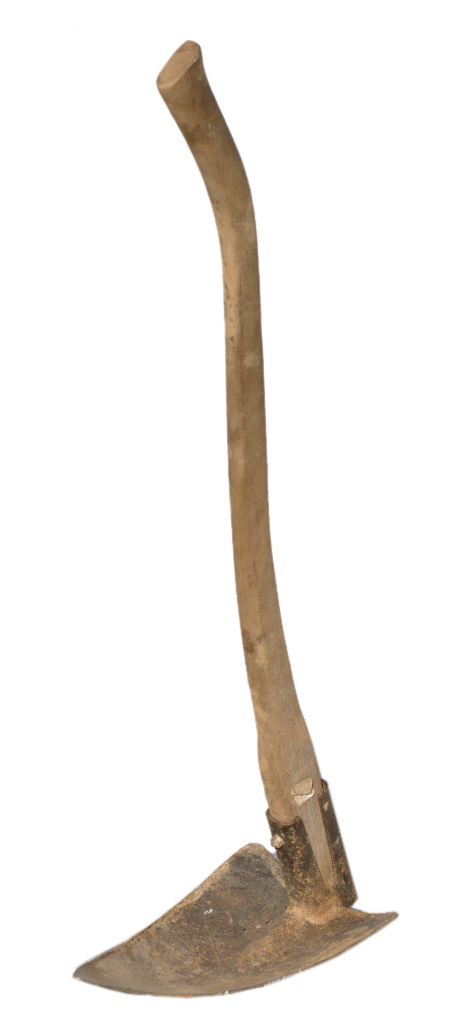
Fyllhacka (fyllhammare)
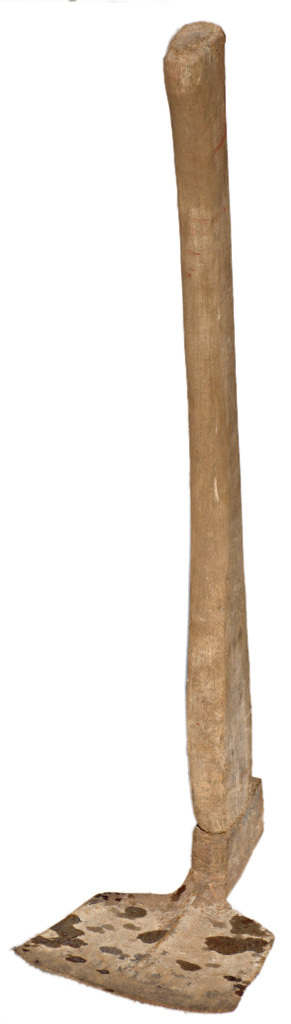
Flåhacka